# 长虹街道 (大安市)
长虹街道，是中华人民共和国吉林省白城市大安市下辖的一个乡镇级行政单位。

## 行政区划
长虹街道下辖以下地区：
长虹社区、铁西社区和民主社区。